# Ricard Muñoz Suay
Ricard Muñoz Suay (València, 28 d'agost de 1917 – íd., 2 d'agost de 1997) va ser un cineasta (ajudant de direcció, productor, tècnic i guionista) valencià.

## Biografia
Fill d'un metge liberal i republicà, Ricard Muñoz Suay va néixer a València en 1917 i va militar des de la seva joventut en el Partit Comunista d'Espanya (PCE) i en la Federació Universitària Escolar (FUE), arribant a ocupar llocs de dirigent a les Joventuts Socialistes Unificades durant la guerra civil. El seu interès pel cinema es despertà el 1932 quan va conèixer al cineasta Juan Piqueras Martínez a l'Ateneu Científic, Artístic i Literari de València. Gràcies a ell va formar part de la penya del cafè Lyon d'Or, juntament amb els germans Vicente i Alejandro Gaos, Artur i Antoni Ballester, Josep Renau i Rafael Pérez Contel.
Acabada la guerra en 1939, es va trobar al port d'Alacant entre els milers de republicans que van esperar inútilment la possibilitat de ser evacuats després de la derrota. Muñoz Suay deixarà passar el vaixell que, noliejat pel PCE, l'hauria conduït, sa i estalvi, via Orà, a l'exili a la Unió Soviètica. No queda clar per què Muñoz Suay es va negar a fugir; potser va ser per esperar a la seva companya, que no podria haver abordat una embarcació només destinada a homes. Al maig de 1940, Muñoz Suay no va tenir una altra manera d'escapar a la persecució franquista que ocultant-se en un zulo construït expressament, al qual s'accedia des d'un armari de rebost de la cuina, a la casa valenciana de la seva mare. Durant un lustre –gairebé tota la Segona Guerra Mundial–, Muñoz Suay va romandre ocult, protagonitzant un episodi que donaria molt de què parlar i inspiraria una pel·lícula d'Alfonso Ungría, El hombre oculto (1970).
Muñoz Suay va abandonar el seu amagatall per a ser detingut i empresonat mesos després. Quan va ser alliberat en 1949 havia complert una dècada, entre l'amagatall i la presó, en un aïllament en el qual havia reafirmat el seu amor pel cinema com la gran eina en la batalla cultural dels comunistes. Per a això, Muñoz Suay es va associar amb els cineastes Luis García Berlanga i Juan Antonio Bardem, amb els qui compartiria, en l'amistat o en el conflicte, un tros decisiu en la història del cinema espanyol. A l'efímera revista Objetivo, Muñoz Suay i els seus amics van trobar la matèria dels seus somnis i el decàleg del seu compromís en el neorealisme italià, i participaren a les Converses de Salamanca de 1956.
Muñoz Suay dedicarà la resta dels anys cinquanta a dirigir UNINCI, una productora cinematogràfica cridada a gestionar i finançar el neorealisme espanyol. UNINCI era i no era l'instrument del PCE al cinema espanyol. De fer funcionar aquesta ambigüitat s'encarregava Muñoz Suay, fent equilibris entre el credo ideològic, la subsistència familiar i la seva cada vegada més rellevant paper com un dels principals dirigents clandestins del partit, l'encarregat, ni més ni menys, de reclutar als intel·lectuals. En 1962 va abandonar el PCE.
Va ser membre de l'Acadèmia de les Arts i les Ciències Cinematogràfiques, així com de nombrosos jurats internacionals en festivals com la Mostra Internacional de Cinema de Venècia, el festival de Cinema de Bèrgam, el Festival Internacional de Cinema de Sant Sebastià i la Mostra de València. També va col·laborar en mitjans especialitzats en cinema com Cuadernos del Norte, Cahiers de la Cinematheque, Cahiers du Cinéma, Fotogramas i Destino.
DDes de la seva creació en 1998 l'Institut Valencià de Cinematografia porta el seu nom, a més té l'honor de tenir un carrer a la ciutat de València amb el seu nom.

## Filmografia
Com a ajudant de direcció
- Bienvenido, Mister Marshall (1953)
- Nueve cartas a Berta (1965)
- Tuset Street (1968)

Com a productor
- Viridiana (1962)

Com a guionista
- El turista (1963)

## Monografies
- 1972 El Cine (Buru Lan Ediciones), col·lectiva.[6]